# Frillesås
Frillesås är en tätort i Kungsbacka kommun, belägen i den södra delen av kommunen, samt en del i Varbergs kommun (Löftaskog). Tätorten har drygt 3 000 invånare. Orten ligger vid kusten mot Kattegatt och Löftaån rinner ut i havet i Frillesås. 
Frillesås har varit en tätort sedan 1960. År 1990 avgränsade SCB en småort med samma namn strax väster om den då existerande tätorten. Vid avgränsningarna 1995 och 2000 existerade de båda orterna bredvid varandra men från och med avgränsningen 2005 upphörde småorten och ytan införlivades i tätorten.

## Ortnamnet
Namnet, som 1559 skrevs Fridlessos, antas innehålla ett mansnamn, Frithlef och ås, vilket syftar på en höjdsträckning väster om kyrkan.  Enligt sägen och folkmun har Frillesås fått sitt namn efter en kung Fridlef, även kallad Frille. Hans grav skulle finnas vid en ås strax öster om samhället och är en fornlämning från yngre järnåldern.

## Befolkningsutveckling
Småorten införlivad i tätorten sedan 2005.
| Befolkningsutvecklingen i Frillesås 1960–2020         | Befolkningsutvecklingen i Frillesås 1960–2020 | Befolkningsutvecklingen i Frillesås 1960–2020 | Befolkningsutvecklingen i Frillesås 1960–2020 | Befolkningsutvecklingen i Frillesås 1960–2020 |
| ----------------------------------------------------- | --------------------------------------------- | --------------------------------------------- | --------------------------------------------- | --------------------------------------------- |
|                                                       |                                               |                                               |                                               |                                               |
| År                                                    |                                               |                                               | Folkmängd                                     | Areal (ha)                                    |
| 1960                                                  | 1960                                          |                                               | 374                                           |                                               |
| 1965                                                  | 1965                                          |                                               | 397                                           |                                               |
| 1970                                                  | 1970                                          |                                               | 444                                           |                                               |
| 1975                                                  | 1975                                          |                                               | 734                                           |                                               |
| 1980                                                  | 1980                                          |                                               | 796                                           |                                               |
| 1990                                                  | 1990                                          |                                               | 999                                           | 109                                           |
| 1995                                                  | 1995                                          |                                               | 1 070                                         | 113                                           |
| 2000                                                  | 2000                                          |                                               | 1 100                                         | 116                                           |
| 2005                                                  | 2005                                          |                                               | 1 924                                         | 229                                           |
| 2010                                                  | 2010                                          |                                               | 2 044                                         | 230                                           |
| 2015                                                  | 2015                                          |                                               | 2 832                                         | 474                                           |
| 2020                                                  | 2020                                          |                                               | 3 285                                         | 486                                           |
| Anm.: Sammanvuxen med Löftaskog och Stockekulla 2015. |                                               |                                               |                                               |                                               |

| Befolkningsutvecklingen i Frillesås småort 1995–2000 | Befolkningsutvecklingen i Frillesås småort 1995–2000 | Befolkningsutvecklingen i Frillesås småort 1995–2000 | Befolkningsutvecklingen i Frillesås småort 1995–2000 | Befolkningsutvecklingen i Frillesås småort 1995–2000 |
| ---------------------------------------------------- | ---------------------------------------------------- | ---------------------------------------------------- | ---------------------------------------------------- | ---------------------------------------------------- |
|                                                      |                                                      |                                                      |                                                      |                                                      |
| År                                                   |                                                      |                                                      | Folkmängd                                            | Areal (ha)                                           |
| 1990                                                 | 1990                                                 |                                                      | 326                                                  | 68#                                                  |
| 1995                                                 | 1995                                                 |                                                      | 564                                                  | 113#                                                 |
| 2000                                                 | 2000                                                 |                                                      | 487                                                  | 113#                                                 |
| Anm.: # Som småort.                                  |                                                      |                                                      |                                                      |                                                      |

## Samhället
Kattegatts badvikar och klippor i Torstensvik och i Vallersvik har sedan länge gjort orten till ett uppskattat mål för semesterfirande stadsbor, boende i egna sommarhus, eller på anläggningen i Vallersvik med camping, pensionats- och konferensrörelse (som tidigare, under drygt 100 år, ägdes av Baptistsamfundet).
Förr fanns här fler pensionat och badtåg gick från Göteborg till den nu nedlagda Frillesås järnvägsstation vid Västkustbanan. Frillesås har dock delvis återfått järnvägsförbindelse med Göteborg genom att matarbussar (linje 777) går till och från den relativt närbelägna Åsa station. Frillesås har också bussförbindelser med Kungsbacka station (linje 732 med anslutning till pendeltåg mot Göteborg) och Varberg (linje 615).  
Bebyggelsen anpassas alltmer till året-runt-boende, men fortfarande ökar invånarantalet kraftigt under sommarmånaderna.
Svenska kyrkan representeras på orten av Rya kyrka som tillhör Frillesås församling. Norra delen av tätorten tillhör dock Landa församling. I Frillesås finns även frikyrkoförsamlingen Vallersviks Ekumeniska Församling.

## Sport
Frillesås BK är verksam på orten. Den 24 februari 2018 kvalificerade sig klubben för spel i Elitserien säsongen 2018–2019, och blev därmed Hallands första lag någonsin i Sveriges högstadivision i bandy för herrar.

## Kända personer från Frillesås
- F O Nilsson - grundare av Sveriges första baptistförsamling som då kallades Sveriges baptistförsamling
- Johannes Ericson i Borekulla - skollärare och riksdagsman på 1800-talet
- Johannes Antonsson - centerpartistisk riksdagsman, kommunminister och landshövding
- Mikael Sandklef - allsvensk fotbollsspelare i Västra Frölunda, IFK Göteborg och GAIS
- Albert Sandklef - folkminnesforskare, kulturhistoriker, intendent och chef för Varbergs museum
- Janne Lucas Persson - musiker
- Rasmus Sjöberg - motocrossförare